# Franz&Sue
Franz&Sue ist ein international tätiges Architekturbüro mit Sitz in Wien. Franz&Sue planen etwa die neuen Stationen der Wiener U-Bahn-Linie 5 oder den Evangelischen Campus Nürnberg. Aktuell sind vorrangig Bildungseinrichtungen, Wohnbauprojekte und öffentliche Bauten in Ausführung.

## Geschichte
Franz&Sue entstand im Mai 2017 durch die Fusion der beiden Wiener Architekturbüros Franz und Sue. Die fünf Gründungspartner haben sich ursprünglich im Architekturstudium an der TU Wien zum ersten Mal getroffen. Als Franz und als Sue gründeten sie zuerst zwei eigenständige Architekturbüros in Wien. In den darauffolgenden Fight-Club-Diskussionen haben sie jedoch festgestellt, dass sie die architektonische Herangehensweise und Unternehmenskultur verbindet. Seit der Fusion besteht das Büro aus mehr als 90 Mitarbeiterinnen und Mitarbeitern aus 18 Nationen. Seit 2018 arbeitet das Team im Quartiershaus und Architekturcluster „Stadtelefant“: Ein Bürogebäude direkt im neuen Sonnwendviertel beim Wiener Hauptbahnhof, das Franz&Sue gemeinsam mit befreundeten Architekturbüros, branchennahen Unternehmen und Architekturinstitutionen entwickelt, finanziert, geplant und errichtet haben. Im Erdgeschoß befindet sich das öffentlich zugängliche Lokal „Mimi im Stadtelefant“. 2022 wurde das Führungsteam auf sieben Partner erweitert.

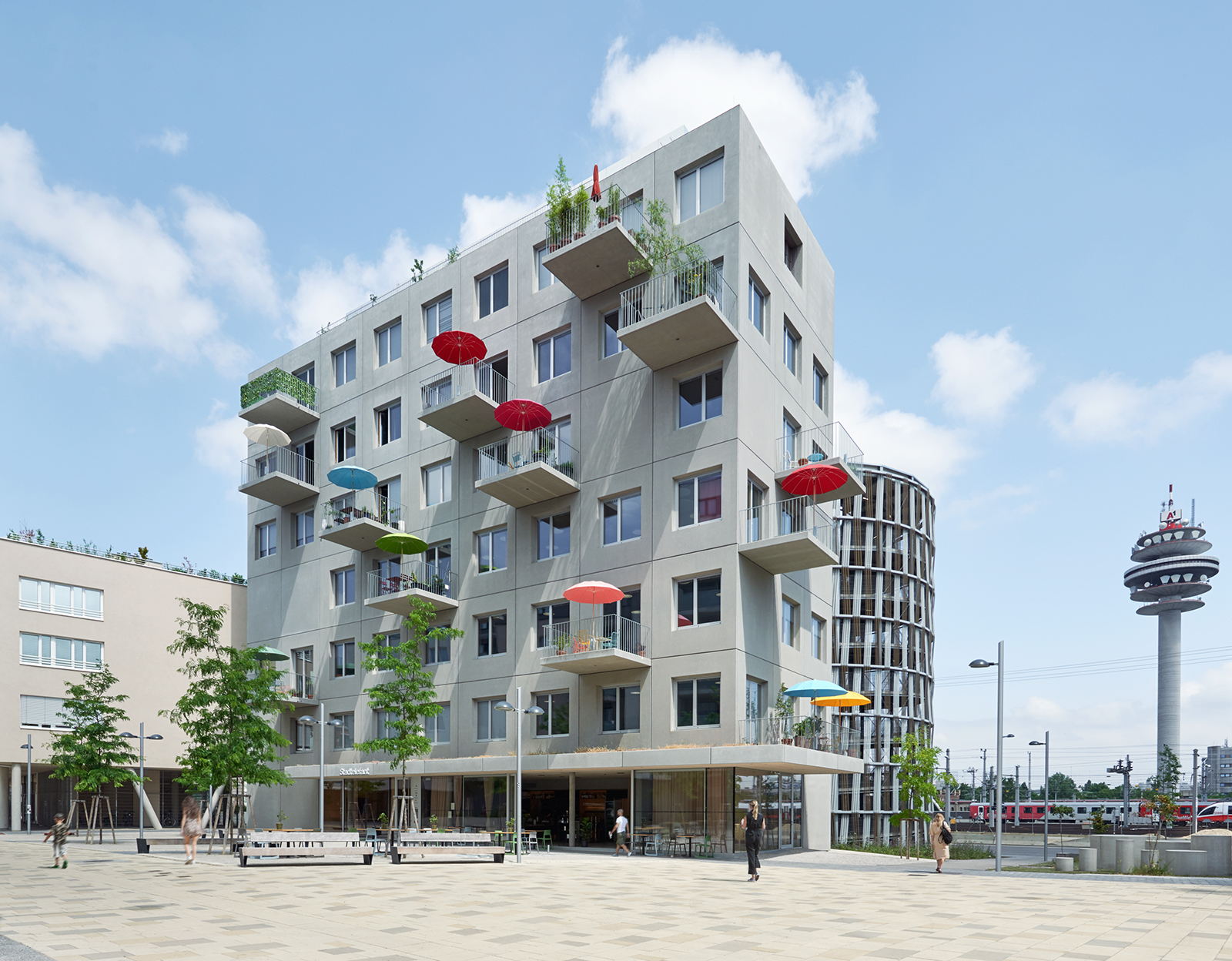
Im Stadtelefant arbeiten Franz&Sue, weitere Architekturbüros und branchennahe Unternehmen zusammen

## Realisierte Projekte (Auszug)
- Sammlungs- und Forschungszentrum der Tiroler Landesmuseen, Hall, 2017[6]
- Umbau und Erweiterung des Justizgebäudes Salzburg, 2018[7]
- Wohnbebauung Nordbahnhof, Wien, 2018
- Stadtelefant: Bürogebäude & Kreativcluster im Sonnwendviertel, Wien, 2018[8]
- Volksschule Angedair, Landeck, 2019[9]
- Volksschule und Neue Mittelschule in Eichgraben, 2019
- Fassadengestaltung Hochgarage Hauptbahnhof, Wien, 2019
- Volksschule und Neue Mittelschule unter Denkmalschutz in Leoben, 2019[10]
- Bürogebäude im Prater an der Perspektivstraße, Wien, 2020
- Carrée Atzgersdorf mit GOYA, Illiz und EGKK, Wien, 2021
- Sunstone Building (I23 LAB5) und GradSchool am Campus des Institute of Science and Technology Austria (ISTA) mit Maurer&Partner, Klosterneuburg, 2021[11]
- Studienzentrum Montanuni, Wettbewerbsgewinn, Leoben, Österreich, 2022[12]
- Sanierung und Erweiterung Anatomielehrstuhl Med Uni Graz, Wettbewerbsgewinn, Österreich, 2022[13]
- Umbau und Erweiterung Konrad Lorenz Gymnasium, Wettbewerbsgewinn, Gänserndorf, Österreich, 2022[14]
- Landesleitzentrale der Landespolizeidirektion, Wettbewerbsgewinn, Linz, Österreich, 2023[15]
- Volks- und Mittelschule Leopold-Kohr-Straße, Wien, Österreich, 2023[16]
- Wohnhochhaus Nordbahnhof, Wien, Österreich[17]
- Denkmalgeschützte Sanierung und Umbau für eine Schulnutzung in Gersthof, Wien, Österreich[18]

## Projekte in Bearbeitung (Auszug)
- Umbau Campus der Evangelischen Hochschule, Nürnberg, Deutschland[19]
- U5-Stationen inkl. technischer Detailplanung und Aufnahmegebäude mit YF architekten, Wettbewerbsgewinn, Wien, Österreich[20]
- Zentrum für Bildung Oberwart, Wettbewerbsgewinn, Österreich[21]
- Wohnbauprojekt Village im Dritten, Wettbewerbsgewinn, Wien, Österreich
- Um- und Zubau Kardinal Schwarzenberg Klinikum mit Maurer & Partner, Wettbewerbsgewinn, Schwarzach, Österreich[22]
- Neubau Berufsschulzentrum Konstanz, Wettbewerbsgewinn, Deutschland[23]
- Schule und Kindertagesstätte mit Schemel Wirtz Architectes, Wettbewerbsgewinn, Rodingen, Luxemburg[24]
- Bildungscampus Puntigam, Wettbewerbsgewinn, Österreich[25]
- Neubau International Christian School of Vienna, Wettbewerbsgewinn, Österreich
- Neubau Gymnasium Baden, Wettbewerbsgewinn, Österreich[26]

## Auszeichnungen (Auszug)
- Staatspreis Architektur, 2018[27]
- FIABCI Prix d'Excellence Austria, 2019[28]
- FIABCI World Prix d'Excellence, 2019[29]
- Staatspreis Architektur und Nachhaltigkeit, 2019[30]
- Österreichischer Bauherrenpreis 2019[31]
- gebaut 2019[32]
- Vorstellung von Central Leoben Education Centre in Best Architects 21[33]
- Niederösterreichischer Kulturpreis, 2020[34]